# Dave Smith (ingénieur)
Pour les articles homonymes, voir Dave Smith et Smith.
David Joseph Smith, né le 2 avril 1950 à San Francisco, et mort le 31 mai 2022, à Détroit, est un ingénieur américain connu comme un précurseur dans le domaine des synthétiseurs polyphoniques et un des concepteurs du système MIDI.

## Biographie
Dave Smith est diplômé (master) en électronique et informatique de l'université de Californie à Berkeley. Il a fondé la société Sequential Circuits et en 1977 il a conçu le Prophet 5, premier synthétiseur polyphonique programmable qui deviendra une référence. Il a été à l'origine du protocole MIDI dès 1981, encourageant ses concurrents à collaborer pour concevoir cette norme universelle, et a procédé à la première démonstration publique du système MIDI en 1983 en connectant un Prophet 600 et un Roland Jupiter-6.
Après la faillite de Sequential en 1987, il a été président de DSC, le département recherche de Yamaha.
Au début des années 2000, il revient sur le devant de la scène avec sa nouvelle entreprise (Dave Smith Instruments) et en 2016 il fait renaître la marque Sequential dont il a récupéré les droits et qu'il avait créée dans les années 1970.
Parmi les instruments qu'il a conçus et commercialisés depuis son retour aux affaires on peut citer :
- Evolver/Poly Evolver, synthétiseur hybride analo/numérique mono ou poly (selon les versions), versions rack ou Keyboard (2002)
- Prophet '08, synthétiseur polyphonique 8 voix inspiré du Prophet-5 (2007)
- Tetra, module 4 voix inspiré de l'architecture du Prophet '08 (2009)
- Mopho/Mopho x4, synthétiseur analogique mono ou polyphonique (selon les versions) (2009)
- Tempest, boîte à rythmes analogique/hybride, développé avec Roger Linn (2011)
- Prophet 12, synthétiseur hybride 12 voix (2013)
- Pro 2, synthétiseur monophonique/paraphonique (2014)
- Prophet-6, synthétiseur polyphonique analogique 6 voix, successeur du Prophet-5 (2015)
- OB-6, synthétiseur polyphonique analogique développé en collaboration avec Tom Oberheim (2016)
- en association avec Pioneer DJ, Toraiz SP-16, échantillonneur/séquenceur à filtre analogique (2016)
- Prophet X, Synthétiseur/lecteur d'échantillons hybride 16 voix de polyphonie. Par voix : 2 oscillateurs numériques + 2 échantillons, 1 filtre analogique stéréo de type SSM SSI2144 (2018).
- Prophet-5, nouvelle édition du Prophet-5 (existe aussi en version dix voix de polyphonie : Prophet-10) (2020)

Dave Smith meurt brutalement en mai 2022 à l'âge de 72 ans.